# Bruchinae

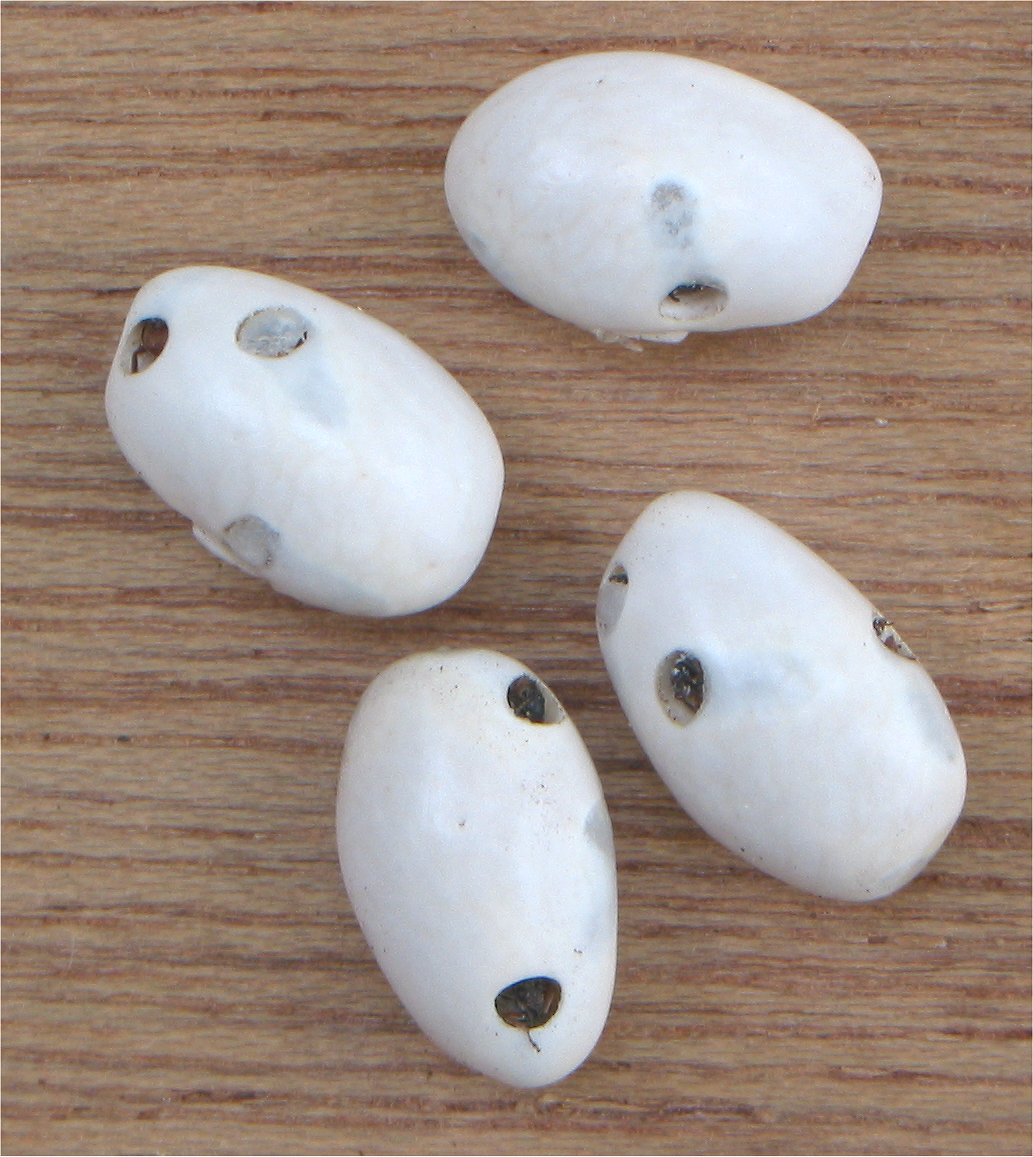
Daño a las semillas causado por larvas de Acanthoscelides obtectus

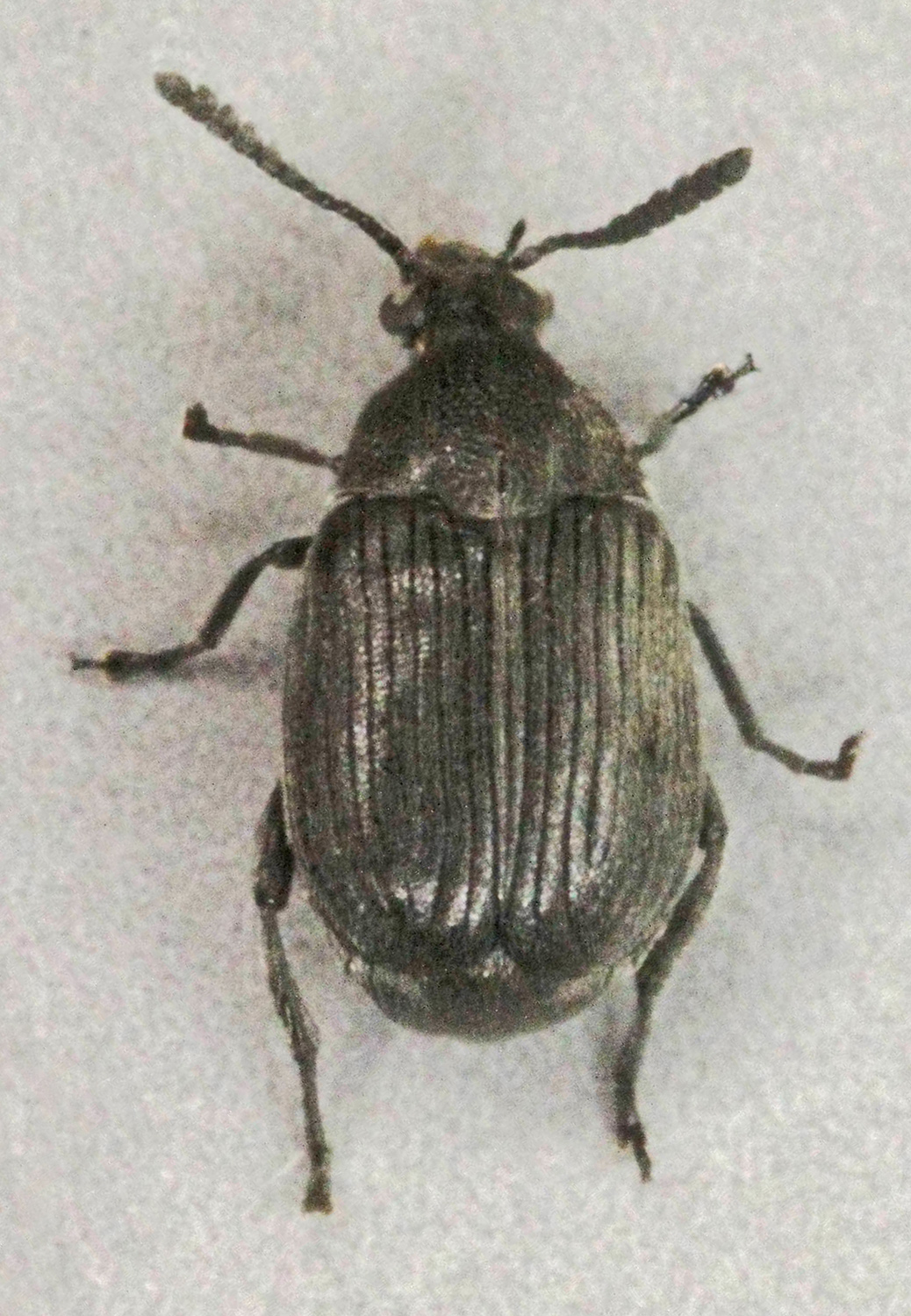
Bruchidius villosus

Bruchinae es una subfamilia de coleópteros de la familia Chrysomelidae. La mayoría se alimentan de semillas y algunos son plagas de las legumbres.
Se les llama también brúquinos o láridos; durante largo tiempo se los consideró una familia separada (Bruchidae). También se los incluyó entre los curculiónidos, de los que se diferencian bastante. Las clasificaciones actuales coinciden en situarlo como subfamilia de los crisomélidos.

## Características
Los bruquinos son de pequeño tamaño (2-4 mm de longitud), con un cuerpo grueso y convexo, de color oscuro con pilosidad clara; los élitros son casi cuadrados y truncados posteriormente dejando a veces el extremo del abdomen al descubierto, que también está truncado.

## Historia natural
Los adultos de muchas especies son florícolas y se alimentan de polen.  Sus larvas se desarrollan dentro del interior de diversas semillas, casi siempre leguminosas como guisantes, lentejas, judías, etc., con un elevado grado de especificidad.
Debido al desarrollo larvario dentro de las semillas de leguminosas pueden constituir plagas destruyendo las semillas almacenadas para la agricultura o el consumo animal o humano por lo que pueden ser muy perjudiciales para la agricultura, la ganadería o el bienestar humano. Tres especies destacadas son:
- Acanthoscelides obtectus, cuya larva de 3,3 mm vive en las alubias o frijol.
- Zabrotes subfasciatus, el gorgojo pinto del frijol
- Bruchus pisi, conocida como "laria" o "gorgojo de guisante", especie que vive en los guisantes.

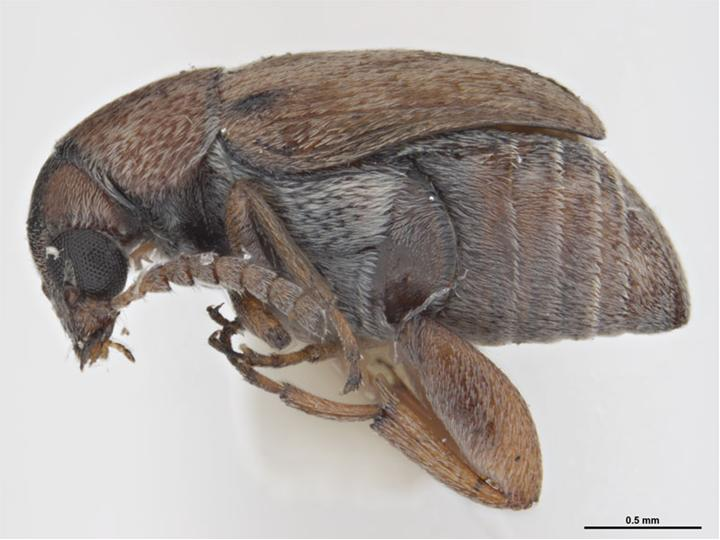
Acanthoscelides longescutus

## Géneros
La subfamilia Bruchinae contiene alrededor de 1,700 especies en las siguientes tribus, subtribus y géneros:
- Tribu Rhaebini Blanchard, 1845

- Rhaebus Fischer von Waldheim, 1824

- Tribu Pachymerini Bridwell, 1929

- Subtribu Pachymerina  Bridwell, 1929

- Pachymerus Thunberg, 1805
- Butiobruchus Prevett, 1966
- Caryobruchus Bridwell, 1929
- Caryoborus Schoenherr, 1833

- Subtribu Caryedontina  Bridwell, 1929

- Mimocaryedon Decelle, 1968
- Caryedon Schoenherr, 1823
- Caryotrypes Decelle, 1968
- Aforedon Decelle, 1965
- Exoctenophorus Decelle, 1968

- Subtribu Caryopemina  Bridwell, 1929

- Protocaryopemon Borowiec, 1987
- Diedobruchus Pic, 1913
- Caryopemon Jekel, 1855

- Tribu Amblycerini Bridwell, 1932

- Subtribu Amblycerina Bridwell, 1932

- Amblycerus Thunberg, 1815

- Subtribu Spermophagina Borowiec, 1987

- Zabrotes Horn, 1885
- Spermophagus Schoenherr, 1833

- Tribu Eubaptini Bridwell, 1932

- Eubaptus Lacordaire, 1945

- Tribu Kytorhinini Bridwell, 1832

- Kytorhinus Fischer von Waldheim, 1809

- Tribu Bruchini Latreille, 1802

- Subtribu Bruchina Latreille, 1802

- Bruchus Linnaeus, 1767

- Subtribu Megacerina Bridwell, 1946

- Megacerus Fahraeus, 1839

- Subtribu Acanthoscelidina Bridwell, 1946

- Gibbobruchus Pic, 1913
- Ctenocolum Kingsolver & Whitehead, 1974
- Caryedes Hummel, 1827
- Meibomeus Bridwell, 1946
- Penthobruchus Kingsolver, 1973
- Pygiopachymerus Pic, 1911
- Merobruchus Bridwell, 1946
- Acanthoscelides Schilsky, 1905
- Mimosestes Bridwell, 1946
- Stylantheus Bridwell, 1946
- Altheus Bridwell, 1946
- Pseudopachymerina Zacher, 1952
- Neltumius Bridwell, 1946
- Stator Bridwell, 1946
- Sennius Bridwell, 1946
- Megasennius Whitehead & Kingsolver, 1975
- Algarobius Bridwell, 1946
- Scutobruchus Kingsolver, 1968
- Rhipibruchus Bridwell, 1932
- Pectinibruchus Kingsolver, 1967
- Dahlibruchus Bridwell, 1931
- Cosmobruchus Bridwell,, 1931
- Lithraeus Bridwell, 1952
- Bonaerius Bridwell, 1952
- Spatulobruchus Borowiec, 1987
- Palpibruchus Borowiec, 1987
- Specularius Bridwell, 1938
- Acanthobruchidius Borowiec, 1980
- Palaeoacanthoscelides Borowiec, 1985
- Horridobruchus Borowiec, 1984
- Callasobruchus Pic, 1902
- Bruchidius Schilsky, 1905
- Salviabruchus Decelle, 1982
- Sulcobruchus Chujo, 1937
- Parasulcobruchus Anton, 1999
- Borowiecus Anton, 1994
- Megabruchidius Borowiec, 1984
- Conicobruchus Decelle, 1951
- Kingsolverius Borowiec, 1987
- Decellebruchus Borowiec, 1987
- Margaritabruchus Romero & Johnson, 2001